# Zinaida Stahurskaja
Zinaida Uladzimiraŭna Stahurskaja (in bielorusso Зінаіда Уладзіміраўна Стагурская?; in russo Зинаида Владимировна Стагурская?, Zinaida Vladimirovna Stagurskaja; Vicebsk, 9 febbraio 1971 – Vicebsk, 25 giugno 2009) è stata una ciclista su strada bielorussa, sovietica fino al 1991, campionessa del mondo linea a Plouay nel 2000 e vincitrice della Grande Boucle 2002.

## Carriera
Già selezionata nella Squadra Unificata per la prova su strada dei Giochi olimpici di Barcellona 1992, in cui concluse 16ª, Stahurskaja si affacciò al ciclismo europeo nella stagione 1993, vincendo una tappa al Tour de l'Aude; nel 1994 si aggiudicò quindi il GP Krásná Lípa in Repubblica Ceca.
La vittoria più prestigiosa della sua carriera arrivò il 14 ottobre 2000: poche settimane dopo aver vinto il Giro della Toscana-Memorial Fanini (in maglia Michela Fanini), fece sua la prova in linea dei campionati del mondo a Plouay, arrivando sola al traguardo con più di un minuto di vantaggio sulle prime rivali. Nel 2001, in maglia iridata al GAS Sport Team di Chiuppano, vinse il Giro del Trentino e quindi tre tappe e la classifica finale del Giro d'Italia. In un controllo antidoping effettuato durante quel Giro risultò però positiva a un diuretico, fu perciò privata della vittoria e squalificata per quattro mesi. Il successo al Giro venne assegnato a Nicole Brändli.
Nel 2002, in forza alla Chirio-Forno d'Asolo, si classificò seconda al Giro d'Italia e vinse la Grande Boucle in Francia battendo Susanne Ljungskog. Nel 2003 venne trovata positiva all'efedrina e squalificata per dieci mesi. Nell'estate 2004 partecipò ai suoi terzi Giochi olimpici, ad Atene, classificandosi 19ª nella prova in linea. Il 16 luglio, il 31 luglio e il 7 agosto 2005 venne trovata di nuovo positiva in controlli antidoping a stanozololo e testosterone, e squalificata dalle competizioni per due anni, fino al giugno 2007.

## Morte
Il 25 giugno 2009 si stava allenando dietro a un'automobile, in vista del campionato nazionale che si sarebbe svolto il giorno successivo a Minsk. All'improvviso un fuoristrada che giungeva dal senso opposto invase la corsia, l'autista del veicolo nella cui scia si trovava riuscì ad evitare l'impatto mentre lei, che pedalava a testa bassa, venne centrata frontalmente dall'autovettura.

## Palmarès
- 1993

7ª tappa Tour de l'Aude (Castelnaudary > Castelnaudary)
- 1994

Classifica generale Grand Prix Prešov
8ª tappa Tour du Finistère (Kernilis > Plouénan)
4ª tappa Essen-Etappenfahrt
1ª tappa GP Krásná Lípa
4ª tappa GP Krásná Lípa
Classifica generale GP Krásná Lípa
- 1996

3ª tappa Grand Prix Prešov
4ª tappa Grand Prix Prešov
- 1997

3ª tappa Grand Prix Prešov
4ª tappa Grand Prix Prešov
4ª tappa Memorial Michela Fanini
- 1998

5ª tappa Giro del Trentino (Roveré della Luna > Lavis)
4ª tappa Grand Prix Prešov
- 1999

Gran Premio della Liberazione
2ª tappa Giro del Trentino (Bolzano > Merano)
4ª tappa Giro del Trentino (Dro > Dro)
3ª tappa Giro d'Italia (Fano > Città di Castello)
- 2000

Giro del Friuli
1ª tappa Giro della Toscana-Memorial Fanini (Porcari > Massa e Cozzile)
2ª tappa Giro della Toscana-Memorial Fanini (Pontedera > Volterra)
3ª tappa Giro della Toscana-Memorial Fanini (Bagni di Lucca > Castelnuovo di Garfagnana)
4ª tappa, 1ª semitappa Giro della Toscana-Memorial Fanini (Segromigno in Piano > Capannori)
Classifica generale Giro della Toscana-Memorial Fanini
Giro del Valdarno
Campionati del mondo, Prova in linea
- 2001

5ª tappa Tour de Snowy (Thredbo > Khancoban)
2ª tappa, 2ª semitappa Iurreta-Emakumeen Bira (Gordexola > Elgeta)
1ª tappa Giro del Trentino (Roveré della Luna > Cembra)
2ª tappa, 2ª semitappa Giro del Trentino (Dro > Dro)
Classifica generale Giro del Trentino
2ª tappa Giro d'Italia (Capo d'Orlando > Adrano)
4ª tappa Giro d'Italia (Mileto > Catanzaro)
9ª tappa Giro d'Italia (Ora > Vetriolo Terme)
Classifica generale Giro d'Italia
6ª tappa Grande Boucle (La Roche-sur-Yon > Bressuire)
Giro del Valdarno
6ª tappa Giro della Toscana-Memorial Fanini (Segromigno > Capannori)
- 2002

Giro del Friuli
2ª tappa Giro d'Italia (Peccioli > Peccioli)
8ª tappa Giro d'Italia (Barzago > Barzago)
Trofeo Alfa Lum
12ª tappa Grande Boucle (Le Mans > Châteaudun)
Classifica generale Grande Boucle
2ª tappa Giro della Toscana-Memorial Fanini (Porcari > Volterra)
- 2003

Giro del Friuli
Trofeo Riviera della Versilia
2ª tappa Giro d'Italia (Cerreto Sannita > San Marco dei Cavoti)
- 2004

2ª tappa Giro del Trentino (Baselga di Piné > Baselga di Piné)
4ª tappa Giro del Trentino (Lavis > Cembra)
- 2005

Gran Premio Città di Castenaso
Gran Premio di Cento-Carnevale d'Europa
1ª tappa Tour en Limousin (Dun-le-Palestel > Dun-le-Palestel)
3ª tappa, 1ª semitappa Tour en Limousin (Chaptelat > Chaptelat)
4ª tappa Tour en Limousin (Rochechouart > Rochechouart)
Classifica generale Tour en Limousin
2ª tappa Giro di San Marino (Serravalle > Serravalle)
Classifica generale Giro di San Marino

### Altri successi
- 2001

Classifica a punti Giro d'Italia
Classifica GPM Giro d'Italia
- 2002

Classifica a punti Giro d'Italia
Classifica GPM Giro d'Italia
Classifica scalatrici Grande Boucle
- 2004

Classifica a punti Giro del Trentino
- 2005

Classifica a punti Tour en Limousin
Classifica scalatrici Tour en Limousin
Classifica a punti Giro di San Marino
Classifica GPM Giro di San Marino

## Piazzamenti

### Competizioni mondiali
- Campionati del mondo

Oslo 1993 - In linea: 27ª
Agrigento 1994 - Cronometro: 48ª
Agrigento 1994 - In linea: 19ª
Duitama 1995 - Cronometro: 27ª
Duitama 1995 - In linea: 31ª
Lugano 1996 - Cronometro: 25ª
San Sebastián 1997 - Cronometro: 9ª
San Sebastián 1997 - In linea: 11ª
Valkenburg 1998 - Cronometro: 31ª
Valkenburg 1998 - In linea: 23ª
Verona 1999 - Cronometro: 31ª
Verona 1999 - In linea: 52ª
Plouay 2000 - Cronometro: 8ª
Plouay 2000 - In linea: vincitrice
Zolder 2002 - Cronometro: 26ª
Zolder 2002 - In linea: 71ª
Verona 2004 - In linea: 46ª
Varese 2008 - In linea: 38ª
- Giochi olimpici

Barcellona 1992 - In linea: 16ª
Sydney 1996 - In linea: 14ª
Atene 2004 - In linea: 19ª